# 黒田家代官屋敷
黒田家代官屋敷（くろだけだいかんやしき）は、遠江国城東郡嶺田（現・静岡県菊川市下平川）にあった代官屋敷。
1973年（昭和48年）6月2日、主屋と長屋門が黒田家住宅（くろだけじゅうたく）として重要文化財に指定された。1993年（平成5年）3月20日には米蔵・東蔵・宅地（濠を含む）が重要文化財に追加指定され、屋敷構え全体が保存されることとなった。

## 歴史
徳川家旗本で、当地を治めた本多助久の代官となった黒田家が築いた屋敷である。
黒田家が当地に住したのは永禄年間（1558 - 1569年）とされ、黒田義則が現在地に縄張りを行い居住したのが始まりと伝える。現在の主屋は、安政東海地震（1854年）後に再建されたものであると考えられている。長屋門は母屋よりもさらに古い、18世紀中頃の建築とみなされている。当時、一般農家では門を構えること自体許可されておらず、この長屋門の規模は、黒田家が任されていた2千石の格式を示すものといわれている。

## 建築

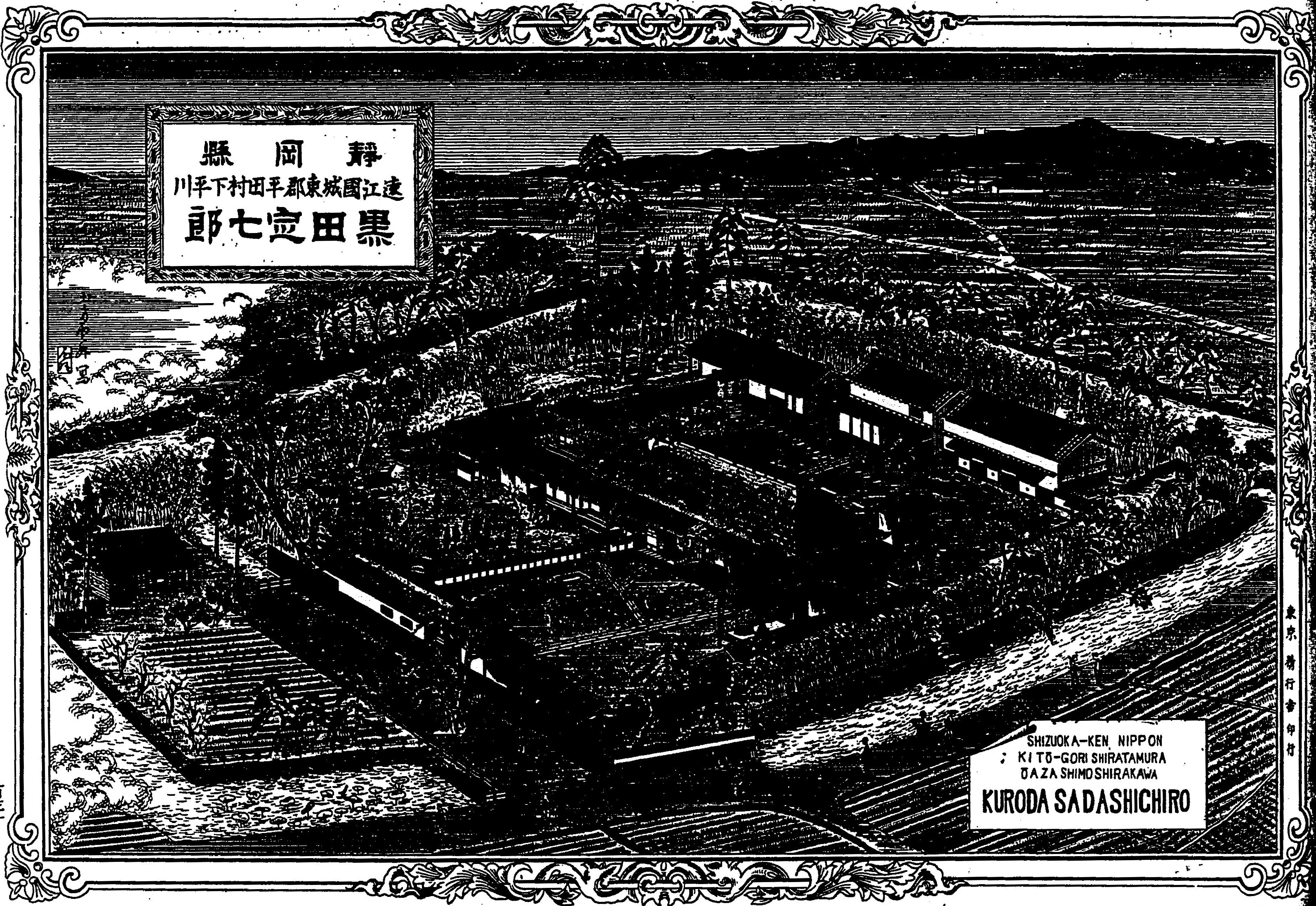
黒田家代官屋敷の全景

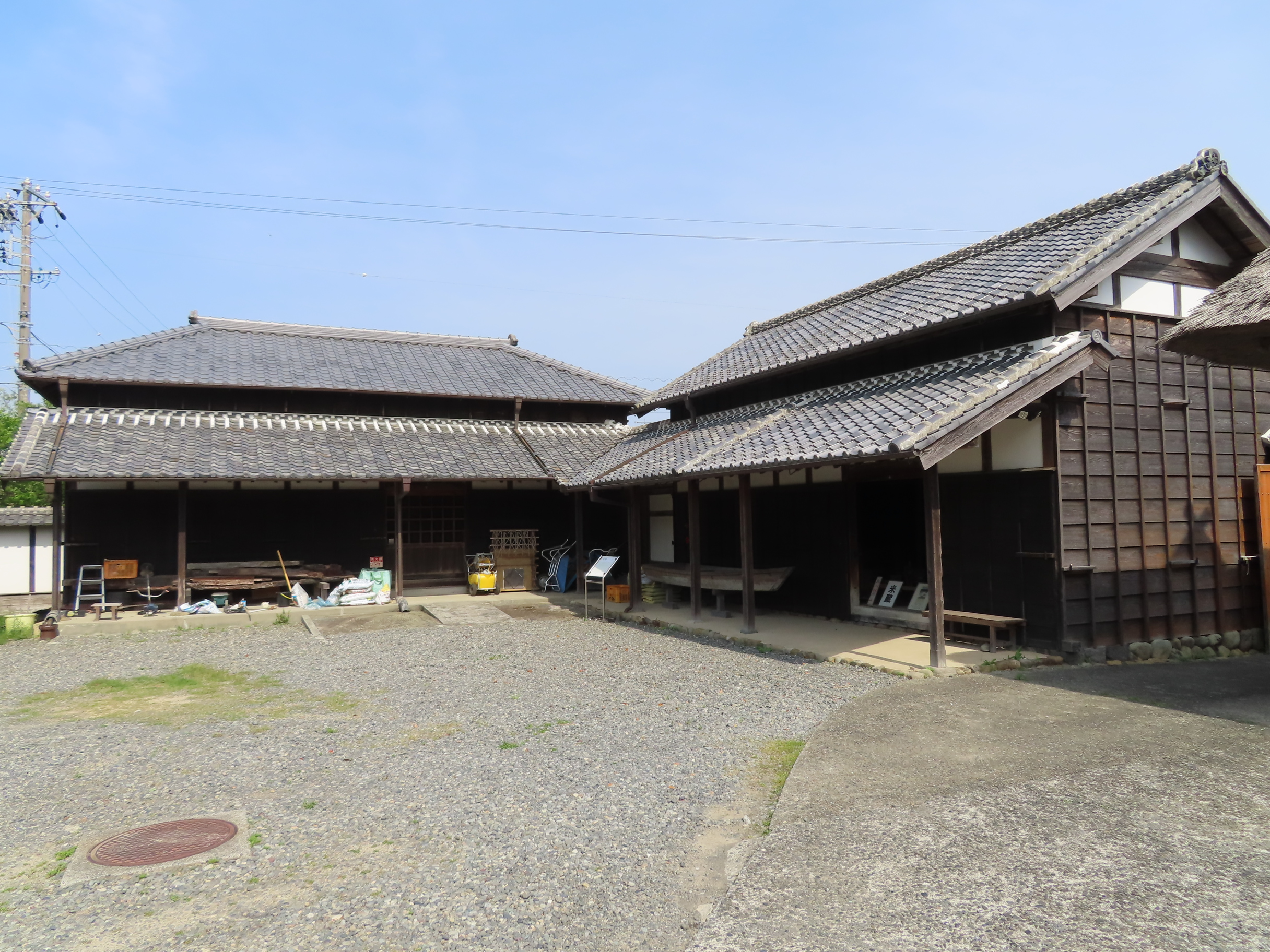
米蔵（2022年4月）

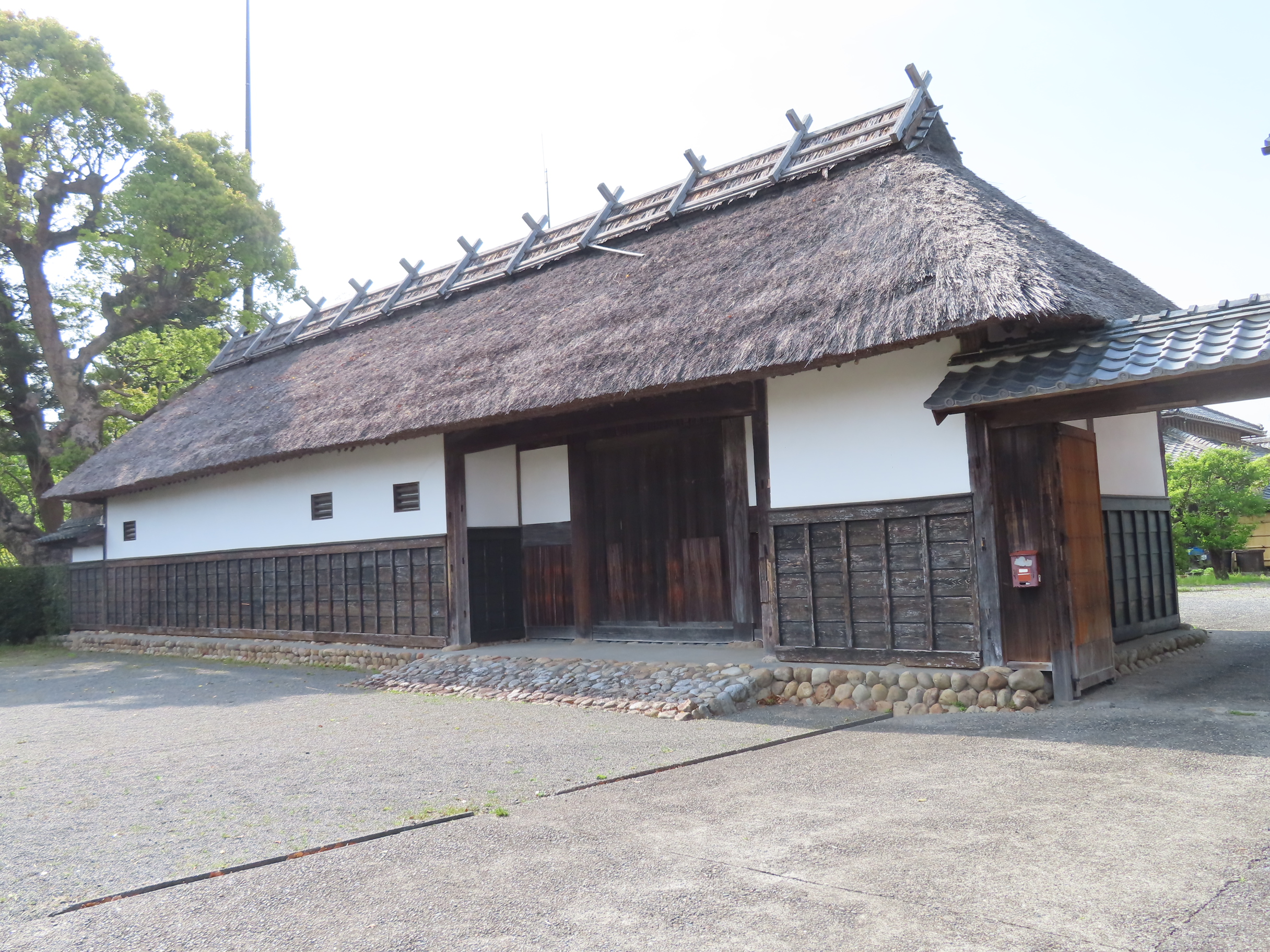
長屋門（2022年4月）

以下の物件が「黒田家住宅」として重要文化財に指定されている。
- 母屋
- 長屋門
- 米蔵
- 東蔵
- 宅地 10798,00平方メートル（宅地、池沼、山林、田）宅地内の稲荷社、金山神社、地神社を含む[2]
- 附（つけたり）指定物件:西蔵、家相図2枚、絵図1枚

宅地は南北約100メートル、東西約80メートルで、周囲に濠をめぐらす。南に長屋門を開き、その東脇に米蔵が建つ。門の北側の敷地ほぼ中央に主屋が建ち、その背後に東蔵・西蔵が並んで建つ。
主屋は桁行21.6メートル、梁間14.1メートル、寄棟造、桟瓦葺きとする。この建物は、安政元年（1854年）の大地震後に建立されたものと考えられている。黒田家には地震前の嘉永3年（1850年）と地震後の文久元年（1861年）の2枚の家相図が伝わるが、両者に描かれる建物は別のものであり、現存する主屋は後者の家相図に描かれるものである。主屋は太い柱を多数立て、建物の中心部には桁行（東西）方向に4尺（約1.2メートル）幅で2列の柱列があり、構造を堅固にしている。こうした堅固な構造は、地震に備えたものとみなされる。上述の2列の柱列の間の4尺幅の空間は、廊下、床の間等に利用されている。平面は東側を土間とし、床上部は南側は中の間、仏間、玄関の間、客座敷とし、北側は台所、茶の間、納戸などの内向きの空間とする。接客空間である玄関の間と客座敷は書院造とする。
長屋門は桁行20.6メートル、梁間4.7メートルの長大な門で、東寄りに出入口を設け、その左右は部屋や蔵とする。主屋より古い18世紀半ばの建築と推定される。
米蔵と東蔵は主屋と同じ19世紀半ばの建築であり、重要文化財の附（つけたり）指定となっている西蔵は明治32年（1899年）の建築である。
黒田家は、江戸時代の代官屋敷の格式を伝え、文久元年（1861年）の家相図に描かれる屋敷構えが良好に保存されている点で文化遺産としての価値が高く、付属建物、宅地を含めて重要文化財に指定されている。

## 黒田家歴代当主
- 初代 - 黒田下野守義次: 足利氏の流れを汲んでいたが、越前国黒田の荘を領し黒田姓を名乗ったといわれる。
- 2代 - 黒田日向守（氏名不詳）: 鎌倉時代に紀伊国牟婁郡に居住。
- 3代 - 黒田式部少輔義理: 城飼郡を領する。
- 4代 - 黒田監物亮義重: 平川村(現在の菊川市下平川)を領する。
- 5代 - 7代: 名前・業績ともに不明
- 8代 - 黒田九郎太夫義則: 永禄年間に現在地に居住。今川氏家臣だったが、今川氏滅亡後に徳川家康の家臣、小笠原信興に仕える。高天神城の落城で帰農。
- 9代 - 黒田玄忠義得
- 10代 - 17代 - 名前不明: この頃本多家の代官となり、2千石程度を治める。
- 18代 - 黒田太郎左衛門義一: 弓術に長じ、門弟300人を集めたとされる。
- 19代 - 黒田源五郎義彰（1836年 - 1911年）: 明治維新で副郡代となる。弓術に長じ門弟300人を集めた。
- 20代 - 黒田定七郎（1861年 - 1931年）：　大井川町の池谷家より養子に入る。菊川の河川改修に尽力した。
- 21代 - 黒田節三（1898年 - 1995年）: 初代小笠町長。
- 22代 - 黒田淳之助（1938年 - ）: 7代小笠町長。